# Публий Септимий Апер
Публий Септимий Апер (на латински: Publius Septimius Aper) e политик и сенатор на Римската империя през 2 век.

## Биография
Произлиза от фамилията Септимии. Син е на Септимий (суфектконсул при император Антонин Пий) и брат на Гай Септимий Север (суфектконсул 160 г.). Братовчед е на Публий Септимий Гета, който е баща на император Септимий Север.
През юли 153 г. Апер е суфектконсул заедно с Марк Седаций Севериан. Той е баща на Публий Септимий Апер и дядо на Гай Септимий Север Апер (или Луций Септимий Север Апер) (консул 207 г.).